# 赫梅利尼茨基
赫梅利尼茨基（烏克蘭語：Хмельницький，羅馬化：Khmelnytskyi，發音：[xmelʲˈnɪtsʲkɪj] ⓘ）是乌克兰西部赫梅利尼茨基州赫梅利尼茨基區赫梅利尼茨基市镇内的城市，为同名州的州府，及同名区和同名市镇的行政中心。1954年前称普羅斯庫羅夫。位于南布格河畔，距离首都基辅340公里，人口数量为274,582人（2021年估计）。